# 家 (1976年の映画)
『家』（いえ、Burnt Offerings）は、1976年のアメリカ合衆国のホラー映画。監督はダン・カーティス、出演はオリヴァー・リードとカレン・ブラックなど。夏のバカンスを過ごすためにニューイングランドの古い豪邸にやって来た一家が見舞われる恐怖体験を描いている。原作はロバート・マラスコの同名ホラー小説。原題の意味は「燔祭」（はんさい＝焼いて神に捧げる生贄）。
第4回サターン賞のホラー映画賞、監督賞（ダン・カーティス）、助演女優賞（ベティ・デイヴィス）を受賞。
日本では、1977年4月23日に日本ユナイテッド・アーチスツ映画会社より『ロッキー』と同時上映され、後に1991年8月1日にワーナー・ホーム・ビデオ（現：ワーナー・ブラザース ホームエンターテイメント）よりビデオが発売された。

## ストーリー
ニューヨークに住むベンは妻のマリアン、息子のデヴィッド（デイヴィー）と共に、ニューイングランドの閑静な田舎町にやってきた。新聞の広告で知った白亜の貸別荘を下見に来たのだ。
内装と格安の賃貸料に魅力を感じた一家はその別荘を借りる事を即決、伯母のエリザベスも連れてきてバカンスを過ごす事にした。
ところが、家主のアーノルドとロズの兄妹は既に旅行に出て不在で、「2階の部屋にこもりきりの年老いた母に毎日食事を与えてほしい」との置き手紙を残していた。マリアンは手紙に書かれた通り、毎日彼女のために食事を作り、部屋の前に置くが、全く食事をとった気配はなかった。
やがて、一家を不気味な怪異現象が次々と襲い始める。

## キャスト
| 役名                   | 俳優                   | 日本語吹替                         |
| 役名                   | 俳優                   | TBS版                              |
| ---------------------- | ---------------------- | ---------------------------------- |
| ベン・ロルフ           | オリヴァー・リード     | 石田太郎                           |
| マリアン・ロルフ       | カレン・ブラック       | 此島愛子                           |
| デイヴィー・ロルフ     | リー・H・モンゴメリー  | 松田洋治                           |
| アーノルド・アラダイス | バージェス・メレディス | 真木恭介                           |
| エリザベス・ロルフ     | ベティ・デイヴィス     | 高村章子                           |
| ロズ・アラダイス       | アイリーン・ヘッカート | 川路夏子                           |
| 霊柩車の運転手         | アンソニー・ジェームズ |                                    |
|                        |                        |                                    |
| 演出                   | 演出                   | 蕨南勝之                           |
| 翻訳                   | 翻訳                   | 山田実                             |
| 効果                   |                        |                                    |
| 調整                   |                        |                                    |
| 制作                   | 制作                   | 東北新社                           |
| 解説                   |                        |                                    |
| 初回放送               | 初回放送               | 1981年3月23日 『月曜ロードショー』 |

※テレビ放映当時の日本語吹替音声はブルーレイディスクのみ収録されている。

## 作品の評価
Rotten Tomatoesによれば、14件の評論のうち高評価は50%にあたる7件で、平均点は10点満点中5.4点となっている。
Metacriticによれば、6件の評論のうち、高評価は1件、賛否混在は2件、低評価は3件で、平均点は100点満点中48点となっている。